# Chiesa delle Fær Øer

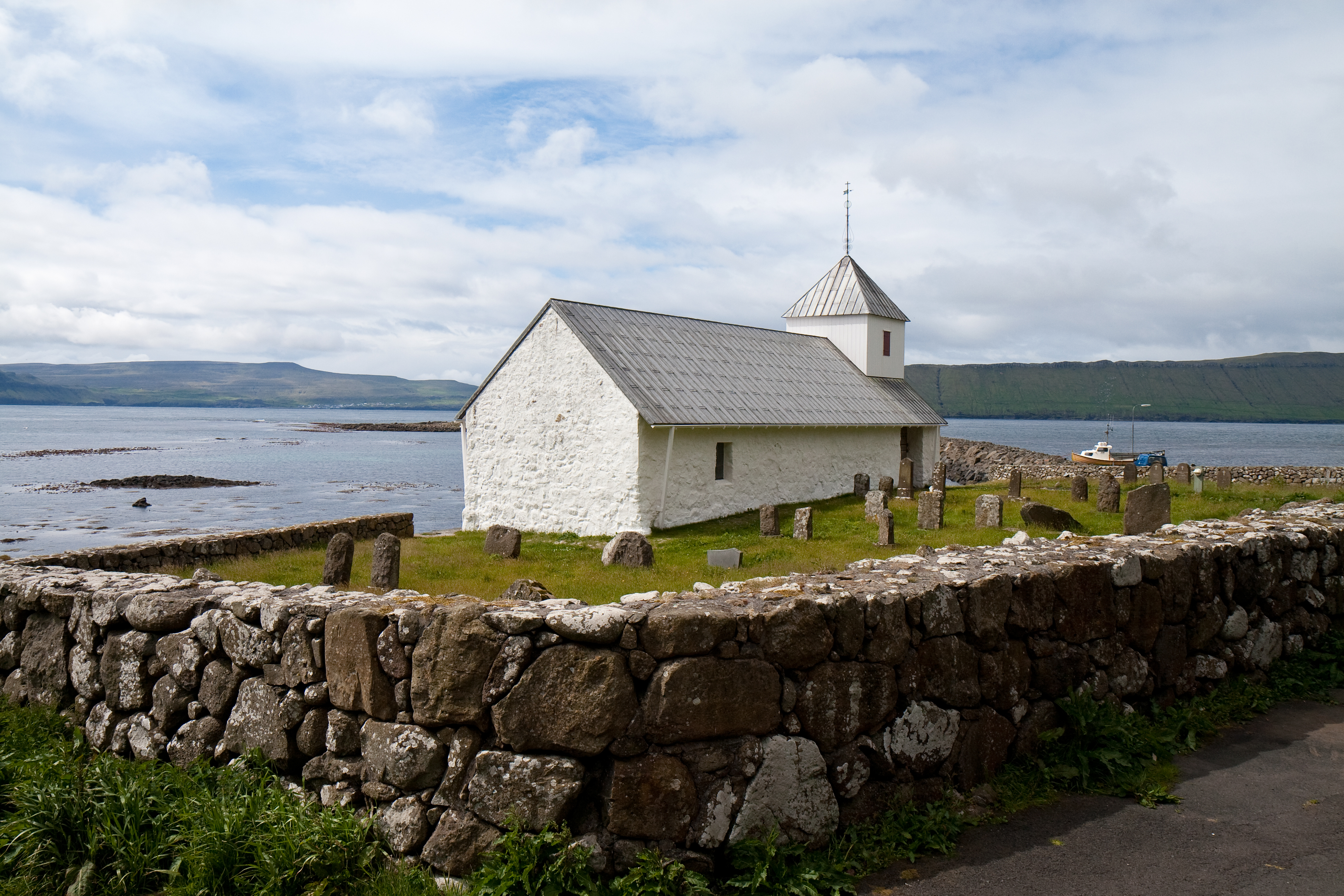
La chiesa di S. Olav

La chiesa delle Fær Øer  ((FO)  Fólkakirkjan, letteralmente "chiesa del popolo"), è la chiesa nazionale delle Fær Øer. 

## Storia
Prima della riforma protestante era stata eretta la diocesi cattolica delle Fær Øer (1076-1537). A partire dal XVI secolo i faroesi professarono la confessione luterana, come parte della Chiesa di Danimarca.
Nel corso della progressiva crescita dell'autonomia delle isole dalla Danimarca, nel 1990 fu eretta una diocesi autonoma (Færøernes Stift), con sede nella cattedrale di Tórshavn.
Sulla base del trattato di Famjin del 29 marzo 2005, stipulato tra la Danimarca e le Fær Øer, è divenuta Chiesa nazionale autonoma, il 29 luglio 2007, festa nazionale Ólavsøka. 
L'ultimo vescovo della diocesi della Chiesa di Danimarca è stato Hans Jacob Joensen.
La chiesa non è componente della Federazione mondiale luterana.

## Rapporti tra Stato e Chiesa luterana
La Chiesa luterana costituisce la religione di Stato delle Fær Øer, ed è finanziata dal governo delle Fær Øer. È comunque garantita la libertà religiosa. 
Il capo della Chiesa è il primo ministro dello Stato delle Fær Øer, (a differenza della Chiesa di Danimarca, retta dal sovrano); il capo religioso della chiesa è il vescovo. 
Il dicastero competente è il Ministero dell'Istruzione, della Ricerca e della Cultura, che ha competenza sugli Affari di culto.

## L'indipendenza
Il progressivo uso della lingua faroese nei servizi religiosi si è avuto nel corso del XX secolo. Risale al 1961 il completamento della traduzione della Bibbia (ad opera di Kristian Osvald Viderø).

## Organizzazione
La chiesa è costituita da un'unica diocesi, suddivisa in 6 regioni e 14 parrocchie.

## Vescovi
- Jógvan Fríðriksson (2007 - in carica)

## Posizioni teologiche
Il sacerdozio femminile è ammesso; la prima ordinazione risale al 1977.

## Chiese nazionali del Nord Europa di tradizione luterana
- Chiesa di Svezia - Svenska kyrkan
- Chiesa di Norvegia - Den Norske kirke
- Chiesa nazionale d'Islanda - Þjóðkirkjan
- Chiesa evangelica luterana di Finlandia - Suomen evankelis-luterilainen kirkko, (SV) : Evangelisk-lutherska kyrkan i Finlandia
- Chiesa di Danimarca - Folkekirken